# 埃里克·金纳德
埃里克·金纳德（英語：Erik Kynard，1991年2月3日—），美国男子田径运动员。他曾代表美国参加2012年和2016年夏季奥林匹克运动会田径比赛，其中2012年奥运会原本获得男子跳高银牌，后来原先获得冠军的俄罗斯选手未通过药检，令金纳德得以递补获得金牌。